# Чухлэм (сельское поселение)
Чухлэм — административно-территориальная единица (административная территория село с подчинённой ему территорией) и муниципальное образование (сельское поселение с полным официальным наименованием муниципальное образование сельского поселения «Чухлэм») в составе муниципального района Сысольского в Республике Коми Российской Федерации.
Административный центр — село Чухлэм.

## История
Статус и границы административной территории установлены Законом Республики Коми от 6 марта 2006 года № 13-РЗ «Об административно-территориальном устройстве Республики Коми».
Статус и границы сельского поселения установлены Законом Республики Коми от 5 марта 2005 года № 11-РЗ «О территориальной организации местного самоуправления в Республике Коми».

## Население
| 2010 | 2011 | 2012 | 2013 | 2014 | 2015 | 2016 |
| ---- | ---- | ---- | ---- | ---- | ---- | ---- |
| 604  | ↘599 | ↘591 | ↘586 | ↘554 | ↗562 | ↘541 |
| 2017 | 2018 | 2019 | 2020 | 2021 |      |      |
| ↗547 | ↘517 | ↘505 | ↘491 | ↘442 |      |      |

## Состав
Состав административной территории и сельского поселения:
| № | Населённый пункт | Тип населённого пункта       | Население |
| - | ---------------- | ---------------------------- | --------- |
| 1 | Дав              | деревня                      | ↗33       |
| 2 | Ёльбаза          | посёлок                      | ↘96       |
| 3 | Ключ             | деревня                      | ↗67       |
| 4 | Старый Чухлэм    | деревня                      | ↗50       |
| 5 | Чухлэм           | село, административный центр | ↘226      |
| 6 | Ягдор            | деревня                      | ↘42       |